# Rascló sorollós
El rascló sorollós (Rallus crepitans) és una espècie d'ocell de la família dels ràl·lids (Rallidae) que habita pantans salats o salobres de Nord-amèrica, a les costes orientals, des de Connecticut, cap al sud fins Florida i, cap a l'oest fins al sud de Texas. Bahames i Antilles cap al sud fins Antigua. Guadalupe; Quintana Roo a Chinchorro Reef, Yucután i Belize. 
Ha estat considerada coespecífica amb el rascló gris (Rallus longirostris), fins alguns treballs recets.